# Didem İnselel
Uğur Didem İnselel (* 13. Juli 1976 in Istanbul) ist eine türkische Schauspielerin und Fernsehmoderatorin.

## Biografie
Uğur Didem İnselel wurde am 13. Juli 1976 in Istanbul geboren. Ihr Debüt gab sie 2003 in der Fernsehserie Serseri Aşıklar. Danach spielte sie 2007 in Kavak Yelleri mit. Zudem moderierte sie die Sendungen Melodi und Ne Yapmalı?.
Unter anderem wurde sie 2013 für die Serie Güneşi Beklerken gecastet. Zwischen 2013 und 2014 war İnselel in Beni Böyle Sev zu sehen. Von 2014 bis 2016 trat sie in O Hayat Benim auf. 2015 bekam sie in dem Film Toz Bezi die Hauptrolle. Seit 2023 spielt İnselel in der Serie Dönence die Hauptrolle.

## Filmografie (Auswahl)
Filme
- 2006: Re
- 2015: Toz Bezi
- 2016: Sonsuz Aşk

Serien
- 2003: Serseri Aşıklar
- 2004: Camdan Papuçlar
- 2006: Sahte Prenses
- 2007–2009: Kavak Yelleri
- 2009: Kahramanlar
- 2013: Güneşi Beklerken
- 2013–2014: Beni Böyle Sev
- 2014–2015: O Hayat Benim
- 2017: Dayan Yüreğim
- 2017–2018: İstanbullu Gelin
- 2021: Akıncı
- 2022–2023: Kasaba Doktoru
- seit 2023: Dönence